# حکمت و حکومت
حکمت و حکومت کتابی از مهدی حائری یزدی فقیه و فیلسوف شیعه ایرانی است که در آن نظریه خود مبنی بر اشتقاق حکومت از حکمت را تحلیل و تئوری معروف به وکالت مالکان شخصی مشاع را بیان می‌کند. او در این کتاب با نقدی درون‌مذهبی بر حکومت دینی و نظریه ولایت سیاسی فقیه از نظریه وکالی بودن حکومت و مشروعیت دمکراتیک دولت جانبداری می‌کند. بر اساس نظریه حائری افراد جامعه نسبت به کشور خود نوعی مالکیت شخصی مشاع دارند و اداره آن را به وکالت از خود به شخص حاکم واگذار کرده‌اند.
یکی از نتایج برآمدن واژه حکومت از واژه حکمت که در این کتاب تشریح می‌شود این است که حکومت به معنی تدبیر و رایزنی خردمندانه در امور کشور است و هرگز به معنای امر کردن و فرمان دادن به زیردستان نیست.
حائری یزدی در کتاب حکمت و حکومت نخستین محققی است که به رد نظریه ولایت فقیه می‌پردازد. مصطفی محقق داماد از جایگاه این کتاب در حوزه فلسفه اسلامی به زبان فارسی با عبارت «جمهوری نو یا تالی مدینه فاضله فارابی» یاد می‌کند.

## جمله‌ای از کتاب
ولایت به معنی قیومیت، مفهوماً و ماهیتاً با حکومت و حاکمیت سیاسی متفاوت است؛ زیرا ولایت تصرف ولی امر در اموال و حقوق اختصاصی شخص مولیّ علیه است که به جهتی از جهات، از قبیل عدم بلوغ و رشد عقلانی، دیوانگی و غیره از تصرف در حقوق و اموال خود محروم است. در حالی که حکومت یا حاکمیت سیاسی به معنای کشورداری و تدبیر امور مملکتی است که در یک محدودهٔ جغرافیایی سیاسی قرار دارد. و این مقامی است که باید از سوی شهروندان آن مملکت که مالکین حقیقی مشاع آن کشورند، به شخص یا اشخاصی که دارای صلاحیت تدبیر و واجد علم و آگاهی به امور جزئیه و حوادث واقعه و متغیرهٔ آن کشور می‌باشند، واگذار شود.

## نقدها
این کتاب هرگز در ایران اجازه انتشار نیافته‌اما به‌طور گسترده‌ای توزیع شده و مورد نقدها و بررسی‌های فراوانی قرار گرفته است. یکسال پس از انتشار این کتاب در اولین شماره فصلنامه حکومت اسلامی متعلق به دبیرخانه مجلس خبرگان رهبری مقاله‌ای از عبدالله جوادی آملی با عنوان منتشر شد که متضمن نقدهایی بر کتاب حکمت و حکومت بود. در شماره بعدی این فصلنامه پاسخی از سوی حائری یزدی به این مقاله و جوابی از سوی جوادی آملی منتشر شد.
از دیگر نقدهایی که بر این کتاب شده می‌توان به محمد مؤمن عضو مجلس خبرگان رهبری در کتاب «حکومت حکیمانه: نقد نظریه حکمت و حکومت» و آیت‌الله سید عباس حسینی قائم مقامی در کتاب «قدرت و مشروعیت» اشاره کرد.
یکی از بهترین نقدهایی که در مورد این کتاب، یک سری دو جلدی بنام (حکمت حکومت) است که توسط رئیس فرهنگستان علوم اسلامی، سید محمدمهدی میرباقری نوشته شده است.